# Szlovénia a 2011-es úszó-világbajnokságon
Szlovénia a 2011-es úszó-világbajnokságon 14 úszóval vett részt.

## Hosszútávúszás
Férfi
| Versenyző | Esemény                             | Döntő     | Döntő    |
| Versenyző | Esemény                             | Idő       | Helyezés |
| --------- | ----------------------------------- | --------- | -------- |
| Rok Kerin | Férfi 10 kilométeres hosszútávúszás | 2:01:04.7 | 42       |
| Rok Kerin | Férfi 25 kilométeres hosszútávúszás | DNF       | DNF      |

Női
| Versenyző       | Esemény                           | Döntő     | Döntő    |
| Versenyző       | Esemény                           | Idő       | Helyezés |
| --------------- | --------------------------------- | --------- | -------- |
| Teja Zupan      | Női 5 kilométeres hosszútávúszás  | 1:00:52.6 | 15       |
| Teja Zupan      | Női 10 kilométeres hosszútávúszás | 2:02:24.7 | 14       |
| Nika Kozamernik | Női 10 kilométeres hosszútávúszás | 2:07:32.7 | 37       |
| Nika Kozamernik | Női 25 kilométeres hosszútávúszás | 6:00:43.8 | 17       |

## Úszás
Férfi
| Versenyző(k)                                              | Esemény                          | Selejtező | Selejtező | Elődöntő          | Elődöntő          | Döntő               | Döntő               |
| Versenyző(k)                                              | Esemény                          | Idő       | Helyezés  | Idő               | Helyezés          | Idő                 | Helyezés            |
| --------------------------------------------------------- | -------------------------------- | --------- | --------- | ----------------- | ----------------- | ------------------- | ------------------- |
| Jan Karel Petric                                          | Férfi 800 méteres gyorsúszás     | 8:07.78   | 26        |                   |                   | Nem jutott tovább   | Nem jutott tovább   |
| Damir Dugonjič                                            | Férfi 50 méteres mellúszás       | 27.47     | 3 Q       | 27.51             | 5 Q               | 28.00               | 8                   |
| Damir Dugonjič                                            | Férfi 100 méteres mellúszás      | 1:01.69   | 33        | Nem jutott tovább | Nem jutott tovább | Nem jutott tovább   | Nem jutott tovább   |
| Matjaž Markič                                             | Férfi 50 méteres mellúszás       | 27.36     | 2 Q       | 27.71             | 10                | Nem jutott tovább   | Nem jutott tovább   |
| Matjaž Markič                                             | Férfi 100 méteres mellúszás      | 1:01.56   | 29        | Nem jutott tovább | Nem jutott tovább | Nem jutott tovább   | Nem jutott tovább   |
| Peter Mankoč                                              | Férfi 50 méteres pillangóúszás   | 24.01     | 19        | Nem jutott tovább | Nem jutott tovább | Nem jutott tovább   | Nem jutott tovább   |
| Peter Mankoč                                              | Férfi 100 méteres pillangóúszás  | 52.46     | 12 Q      | 52.67             | 16                | Nem jutott tovább   | Nem jutott tovább   |
| Robert Zbogar                                             | Férfi 200 méteres pillangóúszás  | 1:57.71   | 21        | Nem jutott tovább | Nem jutott tovább | Nem jutott tovább   | Nem jutott tovább   |
| Peter Mankoč Robert Zbogar Jan Karel Petric Matjaž Markič | Férfi 4 × 100 méteres gyorsváltó | 3:40.22   | 15        |                   |                   | Nem jutottak tovább | Nem jutottak tovább |

Női
| Versenyző     | Esemény                       | Selejtező | Selejtező | Elődöntő          | Elődöntő          | Döntő             | Döntő             |
| Versenyző     | Esemény                       | Idő       | Helyezés  | Idő               | Helyezés          | Idő               | Helyezés          |
| ------------- | ----------------------------- | --------- | --------- | ----------------- | ----------------- | ----------------- | ----------------- |
| Sara Isaković | Női 100 méteres gyorsúszás    | 55.81     | 31        | Nem jutott tovább | Nem jutott tovább | Nem jutott tovább | Nem jutott tovább |
| Sara Isaković | Női 200 méteres gyorsúszás    | 1:58.01   | 10 Q      | 1:58.52           | 15                | Nem jutott tovább | Nem jutott tovább |
| Sara Isaković | Női 100 méteres pillangóúszás | 1:00.23   | 33        | Nem jutott tovább | Nem jutott tovább | Nem jutott tovább | Nem jutott tovább |
| Spela Bohinc  | Női 800 méteres gyorsúszás    | 8:45.86   | 23        |                   |                   | Nem jutott tovább | Nem jutott tovább |
| Maja Cesar    | Női 1500 méteres gyorsúszás   | 17:22.42  | 24        |                   |                   | Nem jutott tovább | Nem jutott tovább |
| Anja Čarman   | Női 100 méteres hátúszás      | 1:02.61   | 29        | Nem jutott tovább | Nem jutott tovább | Nem jutott tovább | Nem jutott tovább |
| Anja Čarman   | Női 200 méteres hátúszás      | 2:12.73   | 21        | Nem jutott tovább | Nem jutott tovább | Nem jutott tovább | Nem jutott tovább |
| Tanja Smid    | Női 100 méteres mellúszás     | 1:12.12   | 33        | Nem jutott tovább | Nem jutott tovább | Nem jutott tovább | Nem jutott tovább |
| Tanja Smid    | Női 200 méteres mellúszás     | 2:32.26   | 26        | Nem jutott tovább | Nem jutott tovább | Nem jutott tovább | Nem jutott tovább |
| Tanja Smid    | Női 200 méteres vegyesúszás   | 2:17.45   | 25        | Nem jutott tovább | Nem jutott tovább | Nem jutott tovább | Nem jutott tovább |
| Anja Klinar   | Női 200 méteres pillangóúszás | 2:10.83   | 22        | Nem jutott tovább | Nem jutott tovább | Nem jutott tovább | Nem jutott tovább |
| Anja Klinar   | Női 400 méteres vegyesúszás   | 4:41.23   | 12        |                   |                   | Nem jutott tovább | Nem jutott tovább |